# A Dog's Purpose
A Dog's Purpose er en amerikansk komedie-dramafilm fra 2017 instrueret af Lasse Hallström og skrevet af W. Bruce Cameron, Cathryn Michon, Audrey Wells, Maya Forbes og Wally Wolodarsky, og er baseret på romanen af samme navn fra 2010 af W. Bruce Cameron. I filmen medvirker Britt Robertson, KJ Apa, Juliet Rylance, John Ortiz, Kirby Howell-Baptiste, Peggy Lipton, Dennis Quaid og Josh Gad.
Filmen er en samproduktion mellem Amblin Entertainment, Reliance Entertainment, Walden Media og Pariah Entertainment Group. Den blev udgivet af Universal Pictures den 27. januar 2017 og indbragte $205 millioner på verdensplan. Det var Peggy Liptons sidste filmrolle før hendes død i 2019.
En efterfølger med titlen A Dog's Journey blev udgivet den 17. maj 2019.

## Plot
I 1950'erne undrer en vild hvalp sig over livets sande formål. Uger senere bliver han fanget af hundefangere, bliver gemt væk i en kennel og senere aflivet.
Hunden genfødes som en golden retriever i 1961. Som han forlader sit bur i en hvalpefarm, bliver han fundet af to skraldemænd, der planlægger at sælge ham. Han efterlades låst inde i deres pickup truck, hvor han begynder at dø af hedeslag, men bliver reddet af en godhjertet mor og hendes otteårige søn Ethan Montgomery. De slår bilens vindue i stykker og tager ham med hjem og giver ham navnet Bailey. Bailey og Ethan knytter sig hurtigt, især hen over sommeren på Ethans bedsteforældres gård, og Bailey beslutter, at Ethan er hans formål. Årene går, og efter flere mislykkes forsøg på at blive forfremmet på arbejde, er Ethans far blevet alkoholiker. En sommer møder Ethan Hannah på et markedet med Bailey, og de bliver kærester. De tilbringer lykkeligt deres sommer sammen, selvom de går på sidste år i high school. De planlægger at gå på det samme college, Ethan får et football-stipendie og Hannah får et akademisk. Derhjemme en nat bliver Ethans berusede far voldelig mod moren og ham. Ethan sender ham ud af døren og beder ham om aldrig at vende tilbage. Senere bliver Ethan ved en footballkamp set af talentspejdere, og tilbydes et fuldt stipendium til Michigan State. Den nat smider hans hævngerrige klassekammerat Todd tændt fyrværkeri ind i Ethans hus og forårsager en husbrand. Bailey advarer Ethan, der redder sin mor ud gennem et vindue ovenpå. Ethan redder hende og derefter Bailey. Han taber dog rebet som han har brugt til at sænke moren og Bailey ud af vinduet med og må hoppe, hvilket brækker hans ben, hvilket bliver enden på hans footballstipendium. Bailey angriber Todd, der bliver anholdt af politiet, da fyrværkeri falder ud af hans lomme. Nu skal Ethan gå på en landbrugsskole, fordi han vil overtage gården. Deprimeret slår Ethan op med Hannah, inden han tager på college, mens Bailey bliver hos Ethans bedsteforældre. Bailey ældes, og Ethan kommer for at sige farvel.
Bailey genfødes som en schæferhund, der vokser op til at blive politihunden Ellie i slutningen af 1970'erne/begyndelsen af 1980'erne, samtidig med at hun har fuld hukommelse af minderne fra hendes tidligere liv. Ellie er partner med en ensom enkemand, betjenten Carlos Ruiz, fra Chicago Police Department og hun arbejder hårdt på at "søge" og "finde" og ser nu sit job som livets formål. De danner et tæt bånd som afsluttes, efter at Ellie har reddet en kidnappet pige fra at drukne og derefter bliver får et dødeligt skud af kidnapperen, mens han beskytter Carlos.
Bailey blev genfødt i midten af 1980'erne som en corgi-hanhund, og bliver adopteret af den Atlanta-universitetsstuderende Maya, der kalder ham Tino. Ensomt forsøger han at gøre hende lykkelig. Hun møder Al, en klassekammerat, efter at Tino bliver forelsket i Als hund, en landseer-tæve ved navn Roxy. De gifter sig og får tre børn. Tinos hjerte knuses, da Roxy en dag ikke vender tilbage fra dyrlægen. Da den nu gamle Tino dør, takker han Maya for at have givet ham et af hans bedste liv.
Bailey reinkarnerer igen, denne gang som en St. Bernard/Australian Shepherd-gadekryds i 2014. Han bliver først adopteret af Wendi, som kalder ham Waffles. Desværre forsømmer Wendis mand hunden, nægter at lade Wendi have hunden indendørs, og efter flere år går hun fra ham. Waffles leder efter en ejer og finder gradvist vejen tilbage til hvor han tilbragte somrene som Bailey. Han genforenes med glæde med sin gamle ejer Ethan, som nu er i 60'erne, som bor ensomt på sine bedsteforældres gamle gård, som han har overtaget. Ethan genkender ham ikke og kører ham til det lokale dyreinternat, men vender tilbage efter ham senere og kalder ham Buddy. Buddy indser nu sit endelige sit sande formål, da han forener Ethan med enken Hannah, og de bliver gift. Buddy beviser Ethan, at han er hans elskede barndomshund ved at udføre tricks og kommandoer, som kun de to kendte der for mange år siden, fx "boss dog". Ethan finder Baileys halsbånd, nu gammel og rustent, og giver Bailey det på igen, og de fortsætter med at lege præcis som de gjorde for længe siden. Bailey fortæller, at livet handler om at have det sjovt, redde andre, finde nogen at være sammen med, ikke blive ked af fortiden eller fremtiden og leve i nuet.

## Cast
- Josh Gad som stemmen til Bailey, Ellie, Tino og Buddy
- Dennis Quaid som Ethan Montgomery
  - KJ Apa som teenager Ethan
  - Bryce Gheisar som otte-årige Ethan
- Juliet Rylance som Elizabeth Montgomery, Ethans mor
- Peggy Lipton som Hannah
  - Britt Robertson som teenager Hannah
- John Ortiz som Carlos Ruiz
- Kirby Howell-Baptiste som Maya
- Pooch Hall som Al
- Luke Kirby som Jim Montgomery, Ethans far
- Michael Bofshever som Bill, Ethans bedstefar
- Gabrielle Rose som Fran, Ethans bedstemor
- Logan Miller som Todd, den hævngerrige klassekammerat

## Produktion
I 2015 opkøbte DreamWorks filmrettighederne til Camerons roman. Den 8. maj 2015 blev det annonceret, at Lasse Hallström ville instruere filmen. Den 5. august 2015 sluttede Britt Robertson og Dennis Quaid sig til rollelisten. Den 18. september 2015 blev Pooch Hall castet i filmen. Den 15. oktober 2015 sluttede Bradley Cooper sig til rollelisten som Baileys indre stemme, men rollen blev til sidst indtalt af Josh Gad.  Hovedfotografering begyndte den 17. august 2015. Under produktionen opstod der stridigheder om behandlingen af en hund under optagelserne.

## Udgivelse
I december 2015 skiftede filmen fra en DreamWorks Pictures-udgivelse til at være under Amblin Entertainment-banneret i henhold til Amblin Partners' nyligt vedtagne brandingstrategi. Filmen blev udgivet af Universal Pictures den 27. januar 2017. Universal distribuerede det også til udlandet, bortset fra lande, hvor Mister Smith Entertainment håndterede internationalt salg. 

## Modtagelse

### Box office
A Dog's Purpose har indbragt $64,5 millioner i USA og Canada og $140,5 millioner i andre territorier for en verdensomspændende brutto på $205 millioner mod et produktionsbudget på $22 millioner.
I Nordamerika blev den udgivet sammen med Resident Evil: The Final Chapter og Gold, og den forventedes at indtjene brutto $18-22 millioner fra 3.050 biografer i åbningsweekenden, lidt lavere end den oprindelige forventning på $27 millioner, før der opstod boycots af filmen. Den indtjente $466.000 fra forpremieren torsdag aften og $5.3 millioner på sin første dag. Det endte med at debutere til $18,2 millioner og sluttede som nummer to i box office efter Universals eget Splits anden åbningsweekend. Filmen faldt med 40,6% i sin anden weekend og indbragte $10,8 millioner og sluttede på tredjepladsen i box office.

### Anmeldelser
På Rotten Tomatoes har filmen en godkendelsesvurdering på 35 % baseret på anmeldelser fra 142 kritikere, med en gennemsnitlig vurdering på 4,8/10. Webstedets kritikerkonsensus lyder: " A Dog's Purpose tilbyder en akavet blanding af sukkerede følelser og lidende hunde, der hiver i det dyreelskende publikums hjerter med skamløs opgivelse." På Metacritic har filmen en gennemsnitlig score på 43 ud af 100 baseret på 32 anmeldere, hvilket angiver "blandede eller gennemsnitlige anmeldelser". Publikum, der blev spurgt af CinemaScore, gav filmen en gennemsnitlig karakter på "A" på en A+ til F -skala.
Andrew Barker fra Variety skrev: "Set i et vakuum er det svært at klandre filmens alvor; Hallströms stamtavle af hundefilm (som omfatter den overlegne Hachi: A Dog's Tale) gør noget; og Rachel Portmans musik til filmen er forstående sentimental uden at gå helt i sukkerchok." Frank Scheck fra The Hollywood Reporter skrev: "Selvom de menneskelige skuespillere er mere end tilstrækkelige, er der ingen tvivl om, at hunde-stjernerne bærer filmen. Deres fuldstændige uimodståelighed afhjælper rigtig meget med at komme over de tamme virkemidler i A Dog's Purpose."

### Home media
A Dog's Purpose blev udgivet på digital HD den 18. april 2017 og blev efterfulgt af en udgivelse på Blu-ray og DVD den 2. maj 2017 fra Universal Pictures Home Entertainment. Filmen toppede salget af home-video i ugen op til den 7. maj 2017.

## Kontrovers
Den 18. januar 2017 dukkede en video op på TMZ, med optagelser fra filmens set af en schæferhund med navnet Hercules, der bliver hevet i og sat ned i brusende vandløb, med tydelig modstand fra hunden. Et næste klip i videoen viser, at hunden er sænket ned i vand i den anden ende af et bassin, mens der kan høres en stemme råbe "STOP DET!", og flere mennesker ses derefter løbe hen til hunden. American Humane Association, der sikrer at dyr ikke kommer til skade i underholdningsproduktioner, meddelte, at deres repræsentant på filmsettet var blevet suspenderet på grund af hændelsen, og at hændelsen var under yderligere undersøgelse.  PETA opfordrede til et boykot af filmen. Skuespilleren Josh Gad, der lægger stemme til hundens tanker i filmen og ikke fysisk var på arbejde under filmens tilvejeblivelse, sagde, at han var "rystet og ked af at se ethvert dyr bragt i en sådan situation mod dens vilje." Direktør Lasse Hallström sagde via Twitter, at han "ikke var vidne til" handlingerne i videoen og var "meget berørt" af optagelserne. På grund af denne video, annullerede Universal Pictures filmens planlagte premiere den 19. januar i Los Angeles.
Amblin Entertainment offentliggjorde en udtalelse om hændelsen og sagde, "på indspilningsdagen ønskede Hercules ikke at udføre stuntet, der blev afbildet på båndet, så Amblin-produktionsteamet fortsatte ikke de indspilninger", og " Hercules er glad og rask." Den 4. februar 2017 rapporterede American Humane Association, at en uafhængig tredjeparts dyremishandlingsekspert havde konkluderet, at sikkerhedsforanstaltninger på filmens set var på plads, og at videoen bevidst var blevet redigeret for at vildlede offentligheden.

## Efterfølger
Den 21. juni 2017 meddelte den administrerende direktør for Amblin Entertainment, Michael Wright, at en efterfølger var under udvikling. Den 26. august 2018 begyndte Universal produktionen på efterfølgeren, der er instrueret af Gail Mancuso, og blev udgivet den 17. maj 2019. Ud over at Quaid og Gad genoptager deres roller, omfatter rollelisten også Marg Helgenberger (erstatter Peggy Lipton, der var blevet alvorligt syg), Betty Gilpin, Kathryn Prescott og Henry Lau. Traileren til efterfølgeren, med titlen A Dog's Journey, blev udgivet i januar 2019, med premiere på filmen i maj 2019.